# João Mascarenhas
Pour les articles homonymes, voir Mascarenhas (homonymie).
João de Carvalho Mascarenhas est un militaire portugais du XVIIe siècle, auteur d'un ouvrage intitulé Memorável Relação da Perda da Nau Conceição qui relate ses cinq années de captivité à Alger.

## Résumé
Dans son récit, paru à Lisbonne en 1627, il se présente comme un militaire, et déclare avoir trente-huit ans : il serait donc né en 1589.
Après un séjour en Inde portugaise, João Mascarenhas retourne au Portugal en 1621. Mais au terme de son voyage, son vaisseau est attaqué par les Barbaresques au large de Lisbonne. Après deux jours de combat, le navire est incendié puis coulé. Mascarenhas et tous les survivants sont capturés et emmenés à Alger où ils sont vendus comme esclaves.
Après une évasion manquée, il devient forçat sur une galère algérienne qui mène la guerre de course en Méditerranée. En 1626, il est racheté par un marchand et regagne son pays.
Rentré à Lisbonne, João Mascarenhas décide de publier un récit détaillé des années qu'il a passées dans la capitale de la Régence d'Alger.
Le récit de Mascarenhas se compose de trois parties : l'attaque du Nossa Senhora da Conceição, et la capture des passagers, la description de la ville d'Alger et de son gouvernement, et l'histoire des captifs et de ses aventures comme rameur sur une galère barbaresque.